# Karel Bellinckx

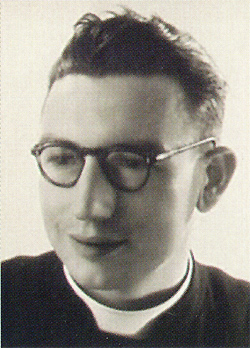

Karel Bellinckx S.C.I. (Koersel, 18 april 1913 – Wamba, 26 november 1964), sinds zijn wijding 'Jan van Ruysbroeck' genoemd, was een missionaris van de Priesters van het Heilig Hart. Hij werd priester gewijd op 9 juli 1939 en kwam aan in Kongo in 1947 waar hij als missionaris in Maboma aan de slag ging. Hij werd op 26 november in Wamba vermoord door de Simba's. De hulp van Belgische para's kwam te laat.
Sinds augustus 1964 was de missie van Wamba onder controle van de Simba’s. Toen pater Bellinckx op 17 november ’s nachts het raam van zijn kamer op een kier zette werd dit toevallig opgemerkt door een Simba. Op bevel van de Simba’s moest iedereen ’s morgens op de binnenkoer verzamelen en werd pater Bellinckx ervan beschuldigd dat hij ’s nachts de vlucht wilde nemen. Hij moest eigenlijk terstond worden geëxecuteerd maar de Simba-luitenant was bereid om hem in de plaats een publieke straf te geven.  Daarop werd pater Bellinckx op de grond gegooid, zijn handen en voeten op de rug aan elkaar vastgebonden  in een uiterst pijnlijke positie waarbij alleen zijn buik nog de grond raakte. Een kwartier moest hij deze foltering doorstaan. Toen de koorden werden losgemaakt moesten zijn confraters hem oprapen en kon hij de eerstvolgende uren zijn ledematen niet meer gebruiken.
Het artikel Moordpartij Wamba 1964 bevat de details over de executie van pater Bellinckx en zijn confraters.